# Verwaltungsgemeinschaft Hagenbüchach-Wilhelmsdorf
Die Verwaltungsgemeinschaft Hagenbüchach-Wilhelmsdorf im mittelfränkischen Landkreis Neustadt an der Aisch-Bad Windsheim besteht aus den Gemeinden
1. Hagenbüchach, 1636 Einwohner, 11,50 km²
2. Wilhelmsdorf, 1539 Einwohner, 7,80 km²

Sitz der Verwaltungsgemeinschaft ist Wilhelmsdorf.
Nachdem Emskirchen den Austritt aus der bisherigen Verwaltungsgemeinschaft Emskirchen beantragt hatte, wurde die Verwaltungsgemeinschaft Hagenbüchach-Wilhelmsdorf zum 1. Januar 2007 als deren Nachfolgerin gegründet.